# Kröpeliner Tor

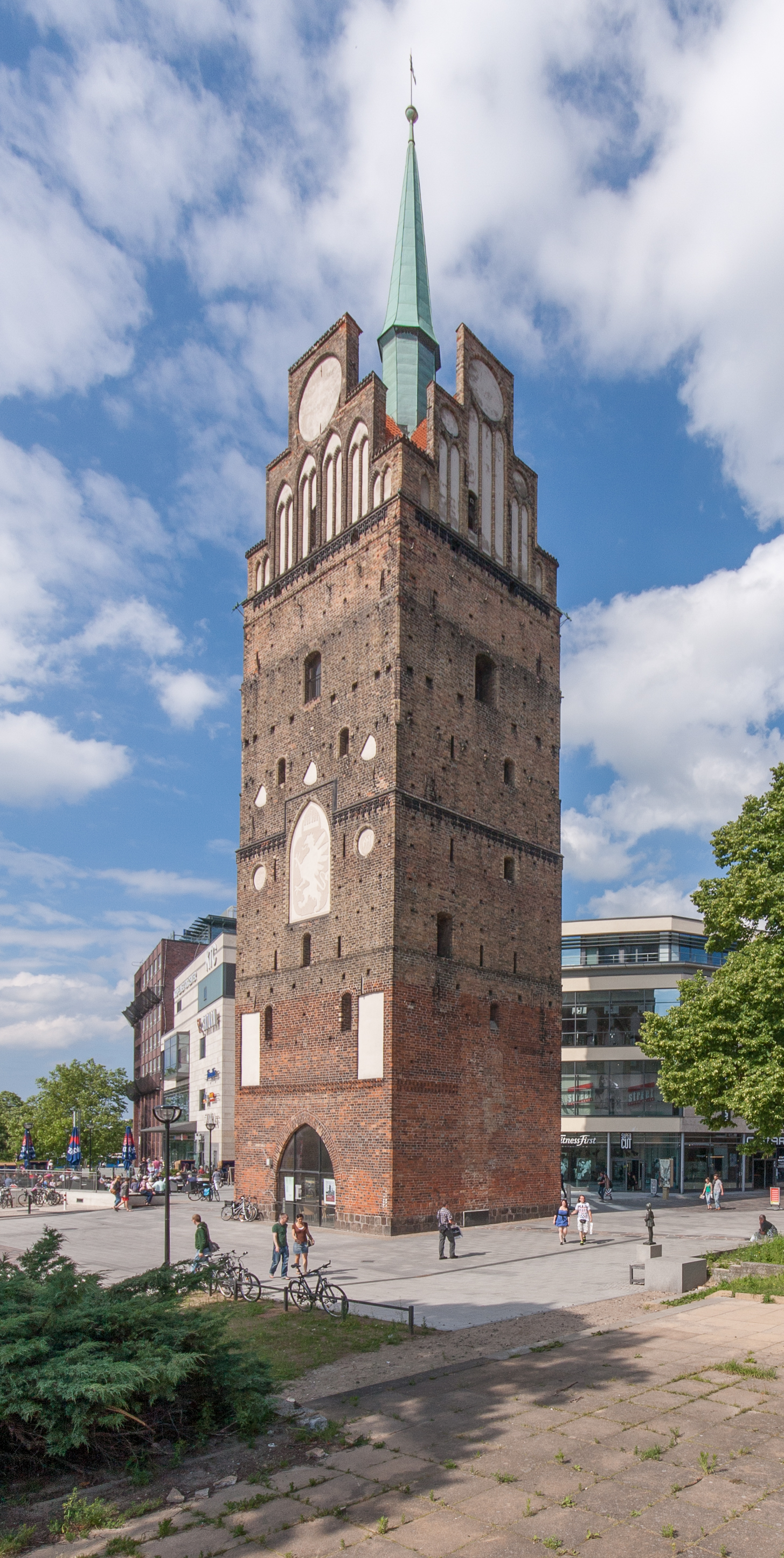
Kröpeliner Tor (Südwestansicht)

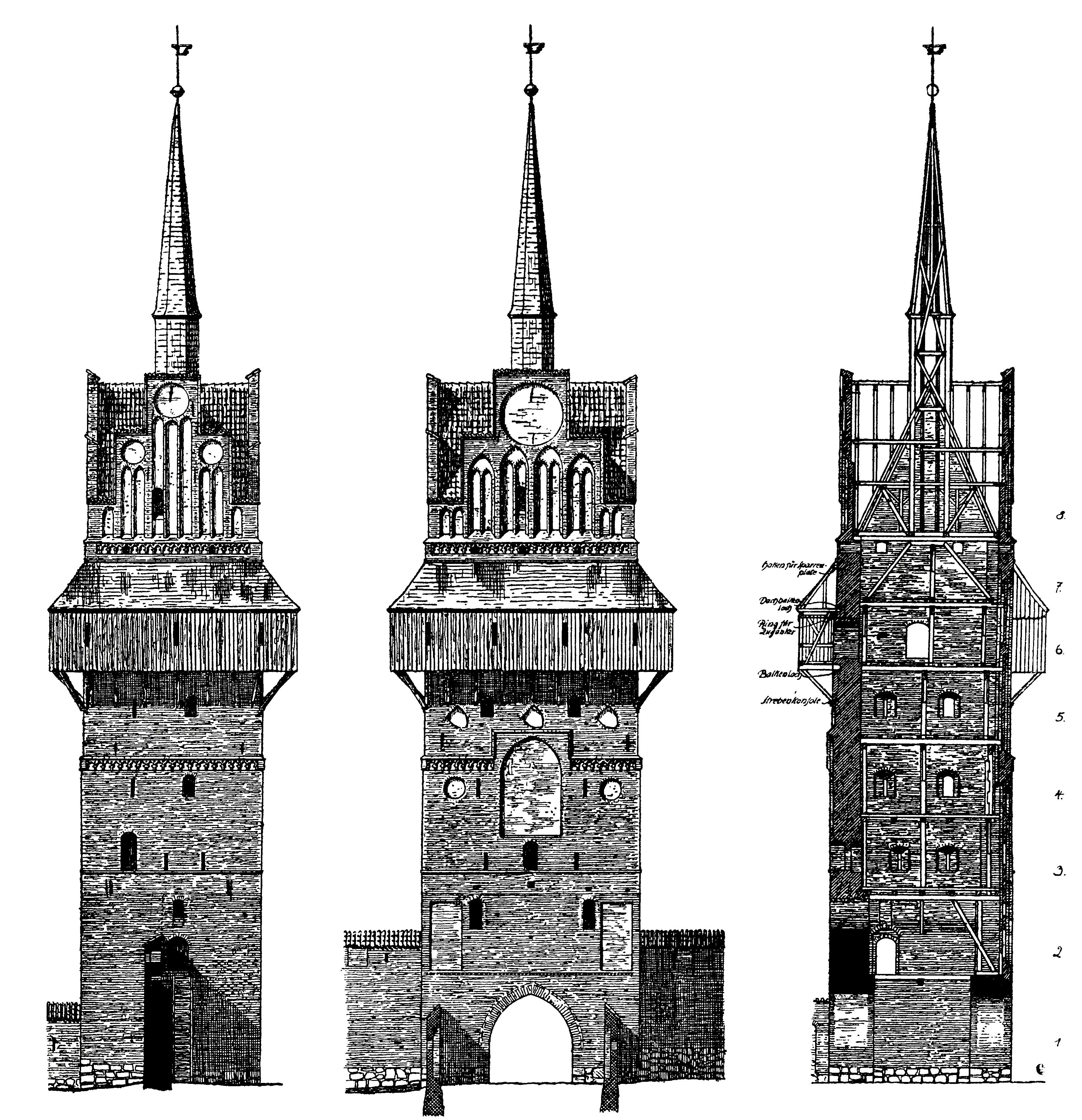
Rekonstruktion des Tores mit Wehrgang

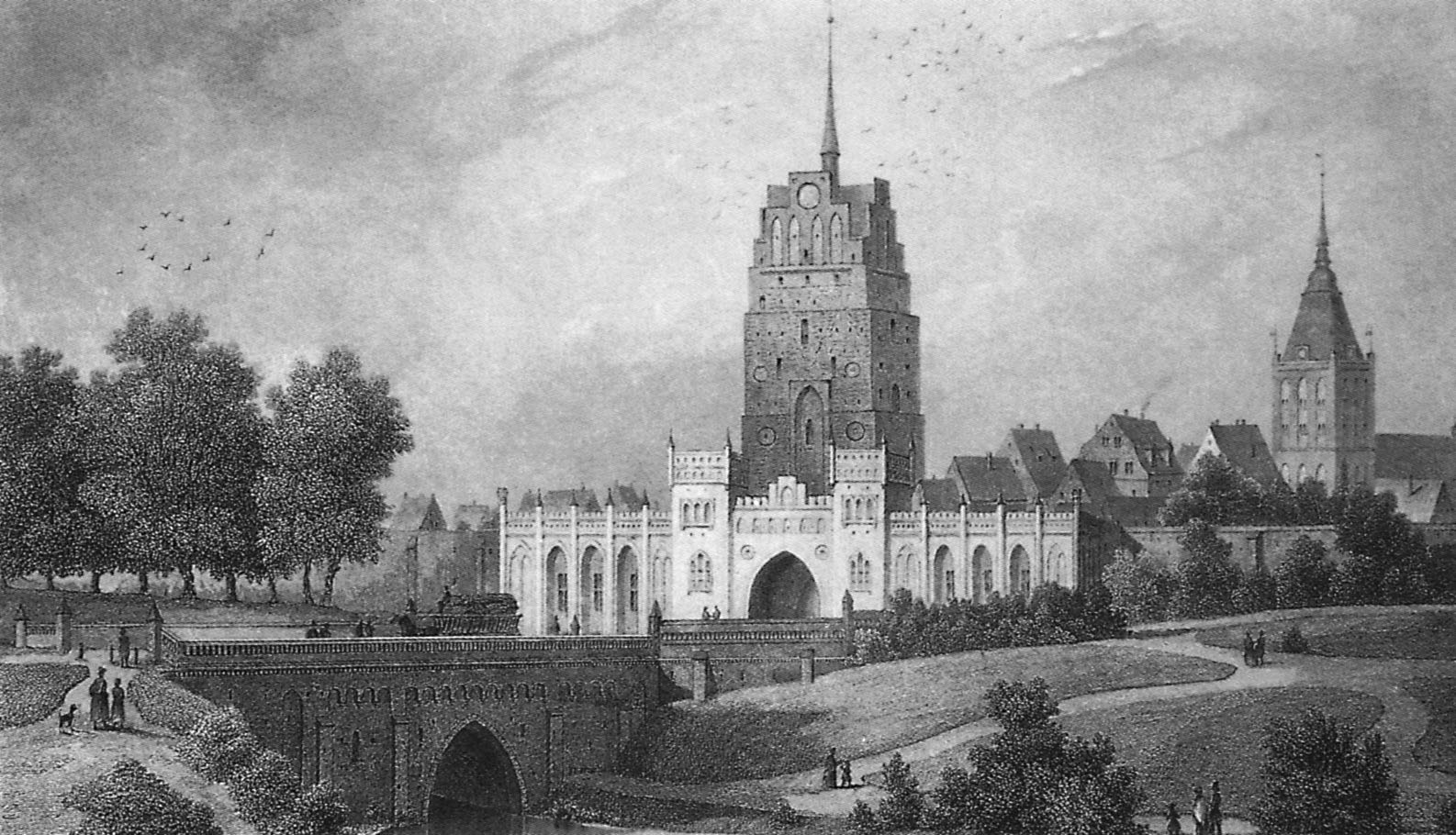
Kröpeliner Tor 1855, rechts die Jakobikirche, Stahlstich von Julius Gottheil

Das Kröpeliner Tor ist als das westlichste der vier großen Tore der Rostocker Stadtbefestigung um 1270 im gotischen Stil erbaut worden. Schon damals war es mit seinen zwei Stockwerken sehr groß und blieb eines der gewaltigsten der zeitweise bis zu 22 Stadttore. Ob es nach der Kleinstadt Kröpelin, in deren Richtung es führt, oder nach einem Patriziergeschlecht desselben Namens benannt wurde, ist bis heute umstritten. Es stellt den westlichen Abschluss der Kröpeliner Straße dar.

## Geschichte
Schon 1255 wird von einem hölzernen Tor berichtet. Das spätere Tor aus Stein wurde an der gleichen Stelle im Zuge der Errichtung einer Befestigung Rostocks mit einer Mauer, Türmen und Toren erbaut, nachdem sich die drei ursprünglichen Stadtkerne 1265 offiziell vereint hatten. 1280 wurde das Kröpeliner Tor erstmals urkundlich erwähnt.
Das Kröpeliner Tor hatte ursprünglich nur zwei Geschosse. Diese sind noch heute an der unterschiedlichen Färbung der Steine sehr gut zu erkennen. Im Laufe der Zeit wurde das Tor aufgestockt. Das Bürgertum der Stadt entschied um 1400 über eine Aufstockung um fünf Geschosse auf heute 54 Meter. Da es an der Straße nach Lübeck und Wismar lag, sollte es so vor allem Handelsreisenden die hanseatische Größe und Bedeutung der Stadt vermitteln.
1847, also um die Zeit, in der sich die Stadt über ihren mittelalterlichen Mauerring hinaus auszudehnen begann, erfolgte die Errichtung eines neugotischen Vorbaus. Aus dem funktionslosen Tor wurde so ein Prunkgebäude der Stadt. Als 1905 eine Restaurierung stattfand, wurde außerdem ein Greif in die große Spitzbogenblende der Feldseite eingefügt. Im Gegensatz zur weithin zerstörten Umgebung insbesondere nördlich des Tores nahm das Kröpeliner Tor selbst bei den britischen Bombenangriffen Ende April 1942 kaum Schaden. 1945, obgleich unbeschädigt, wurde der Vorbau aus ästhetischen Gründen entfernt. Zudem wurde ein Stück Stadtmauer, das sich nördlich des Tores bis zur Fischerbastion erstreckte und den Bomben standhielt, zugunsten nie verwirklichter Verkehrsplanungen abgerissen. Noch bis 1960 führte außerdem eine Straßenbahnlinie durch das Tor.
Die nächsten Restaurierungsarbeiten fanden von 1966 bis 1969 statt. Seitdem war es der Sitz des Museum für Stadtgeschichte. 2004 wurde es geschlossen. Heute ist es Sitz des Vereins Geschichtswerkstatt Rostock e. V.

## Allgemeines
An Spuren des Mauerwerks ist der Anbau der Stadtmauer ebenso erkennbar, wie die Befestigungen des oberen hölzernen Wehrganges (vgl. Abb.). Das Tor hat keine Verbindung zur Stadtmauer mehr. Pläne, diese Lücke wieder zu schließen, wurden im  April 2006 vom Amt für Stadtplanung abgelehnt, stattdessen wurde im Zusammenhang mit dem Bau des Kröpeliner Tor Centers (KTC) ein Teilverlauf der Mauer – wenngleich ohne historische Zitate – nachempfunden.